# آبرتیس
آبرتیس (به اسپانیایی: Abertis) شرکت خوشه‌ای اسپانیایی است، که در زمینه ارائه خدمات لجستیک و ترابری، احداث و مدیریت جاده، آزادراه و فرودگاه، همچنین ارائه خدمات مخابرات و رسانه‌های گروهی فعالیت می‌کند.
شرکت آبرتیس در سال ۲۰۰۳ تأسیس شد و هم‌اکنون مالک بیش از ۸ هزار کیلومتر بزرگراه در اروپا می‌باشد. این شرکت همچنین یکی از تخصصی‌ترین شرکت‌ها در زمینه احداث فرودگاه است، از جمله این فرودگاه‌ها که توسط آبرتیس ساخته شده می‌توان به: فرودگاه لوتن لندن، فرودگاه بین‌المللی بلفاست، فرودگاه استکهلم-اسکاوستا، فرودگاه بین‌المللی ال آلتو، فرودگاه بین‌المللی ویرو ویرو، فرودگاه بین‌المللی خورخه ویلسترمان و فرودگاه بین‌المللی اورلندو سنفورد اشاره کرد.
شرکت آبرتیس مالک چندین شبکه تلویزیونی و رادیویی نیز می‌باشد. این شرکت همچنین صاحب امتیاز فرودگاه لوتن لندن است. دفتر مرکزی آبرتیس در شهر بارسلون، اسپانیا قرار دارد و بخشی از سهام آن در بازار بورس مادرید معامله می‌شود. بزرگترین سهام‌داران شرکت آبرتیس؛ گروپو آسی‌اس (۲۶٪) و کاشابانک (۲۹٪) می‌باشند.